# Ronas Voe
Ronas Voe är en vik i Storbritannien.   Den ligger i kommunen Shetlandsöarna och riksdelen Skottland, i den norra delen av landet, 1 000 km norr om huvudstaden London. Ronas Voe ligger utanför ön Mainland.